# Hermann Lang
Hermann Albert Lang (* 6. April 1909 in Cannstatt; † 19. Oktober 1987 in Bad Cannstatt) war ein deutscher Motorrad- und Automobilrennfahrer.

## Karriere

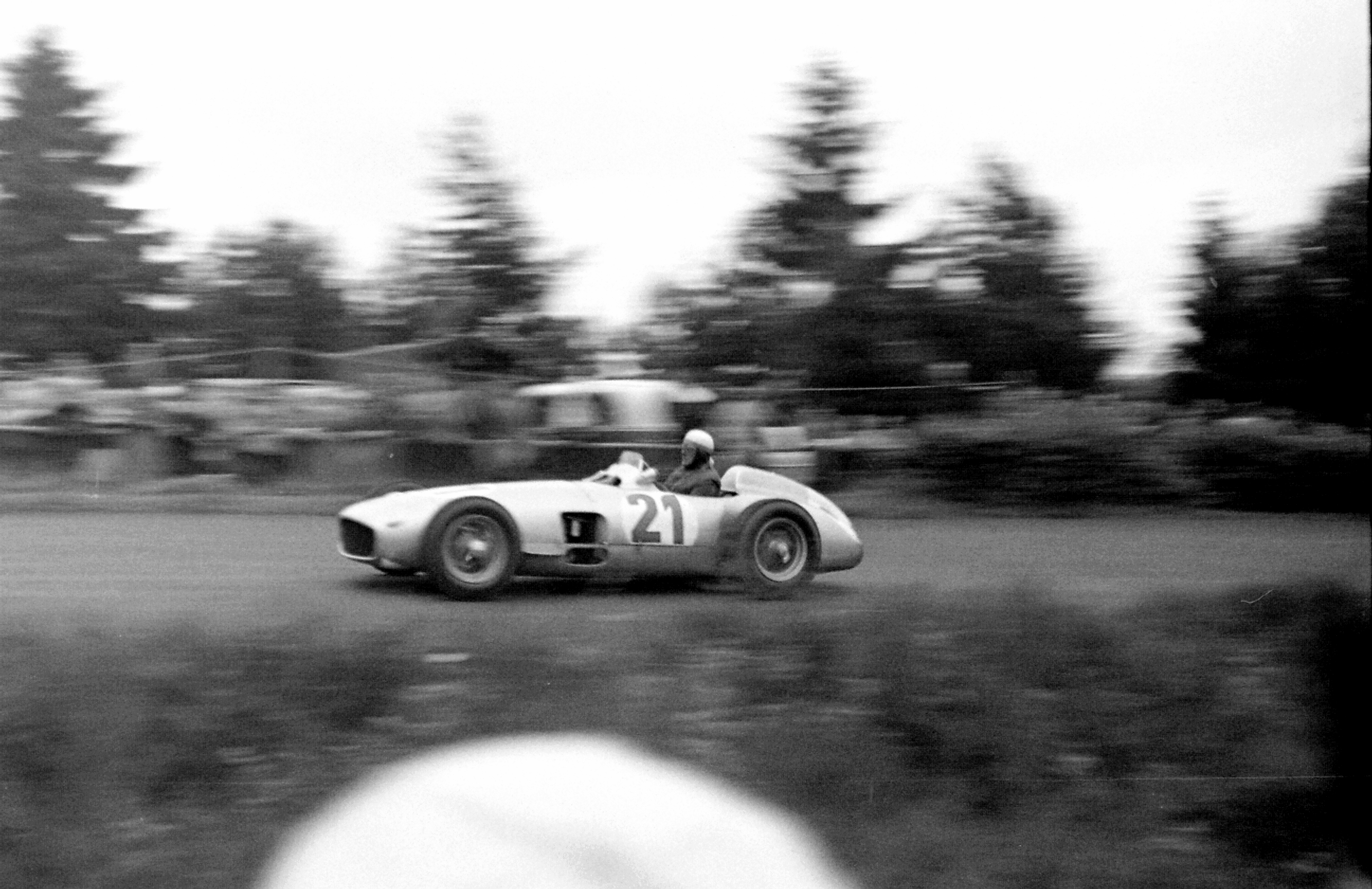
Hermann Lang beim Großen Preis von Deutschland 1954

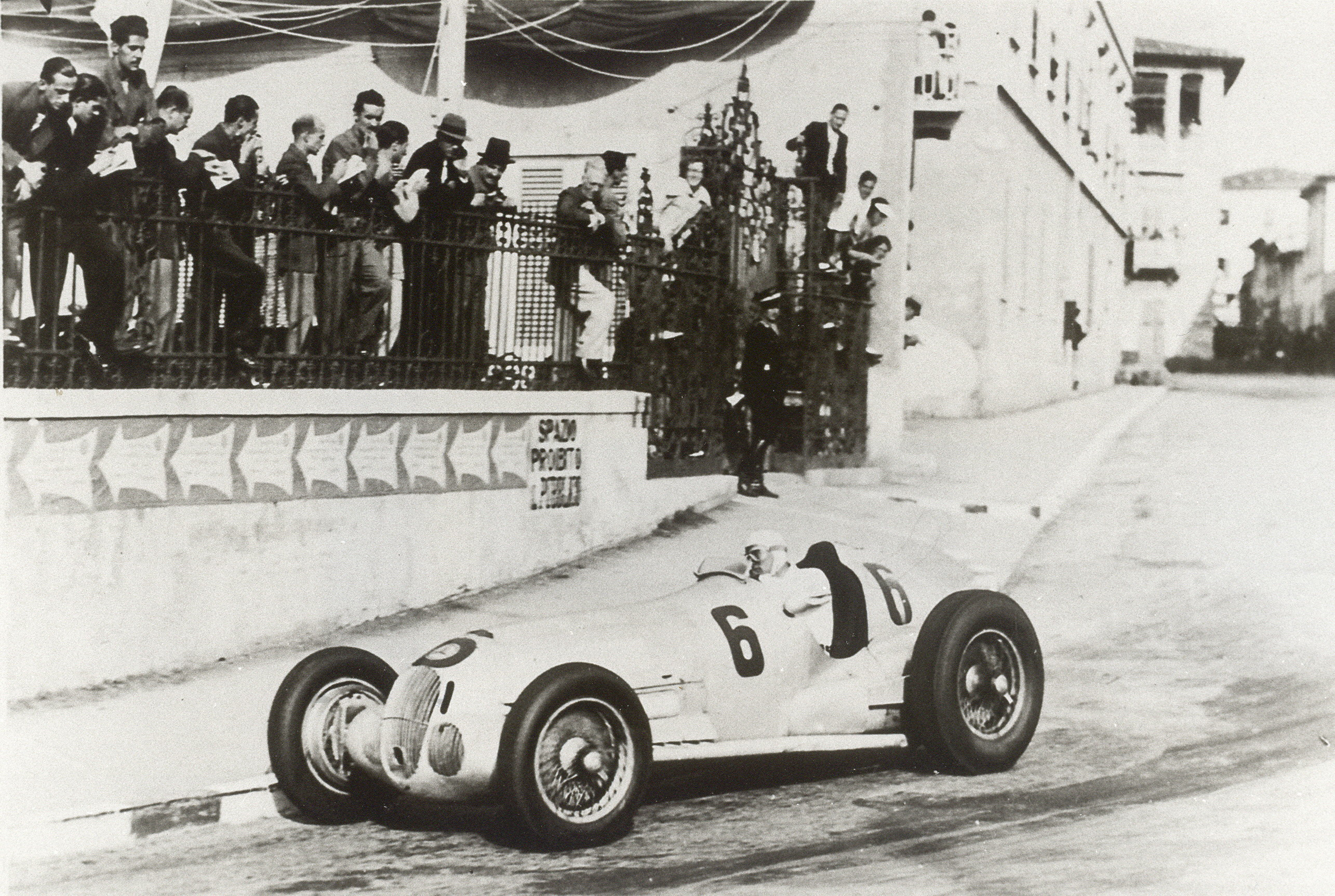
Im Mercedes-Benz W 125 beim Großen Preis von Italien 1937

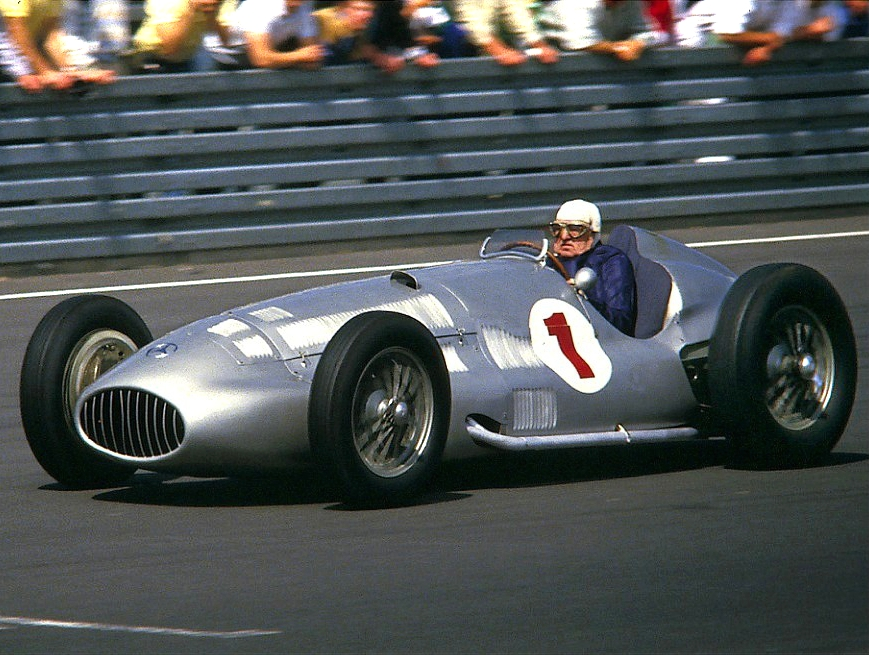
Hermann Lang am 16. August 1986 auf Mercedes-Benz W 154

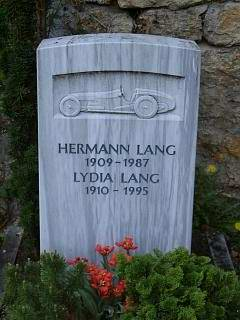
Grab auf dem Uff-Kirchhof in Bad Cannstatt

Hermann Lang kam aus bescheidenen Verhältnissen und musste sich in einer Zeit, als die Rennfahrer oft aus aristokratischen oder begüterten Familien stammten, den Weg an die Spitze hart erkämpfen.
Nach einer Mechanikerlehre begann er 1927 seine Karriere als Motorradrennfahrer und gewann 1931 die deutsche Bergmeisterschaft für Seitenwagenmaschinen. 1933 wurde Lang Mechaniker in der Rennabteilung von Mercedes, wo er sich speziell um Luigi Fagiolis Wagen kümmerte. Im Frühjahr 1935 nahm er als einer von drei Nachwuchsfahrern an Testfahrten in Monza teil, wo er Rennleiter Alfred Neubauer durch seinen Start und seine Kurventechnik beeindruckte. Bei seinem ersten Renneinsatz, beim Eifelrennen am 16. Juni 1935 auf dem Nürburgring, belegte Lang den fünften und beim Großen Preis der Schweiz am 25. August 1935 den sechsten Platz.
Beim Großen Preis von Deutschland 1936 auf dem Nürburgring brach er sich einen Finger und fuhr trotzdem noch acht Runden weiter, was ihm beim Publikum große Sympathien eintrug.
Lang hatte eine Vorliebe für Hochgeschwindigkeitsstrecken, er gewann dreimal den Gran Premio di Tripoli auf dem Autodromo della Mellaha in der damaligen italienischen Kolonie Italienisch-Libyen und das AVUS-Rennen 1937 in Berlin.
1939 war Hermann Langs erfolgreichstes Jahr, er gewann vier Große Preise (Pau, Tripolis, Belgien und Schweiz) sowie das Eifelrennen auf dem Nürburgring, das Bergrennen am Freiburger Schauinsland und das Wiener Höhenstraßenrennen. Lang wurde daher vom Präsidenten des NSKK, der zur damaligen Zeit obersten nationalen Motorsportbehörde, Adolf Hühnlein als erfolgreichster Fahrer der Saison inoffiziell zum Europameister erklärt, da der internationale Automobilsport-Verband AIACR seine Tätigkeit aufgrund des Kriegsausbruchs bereits eingestellt hatte. Nach dem bis dahin in der Grand-Prix-Europameisterschaft angewendeten Punktesystem wäre jedoch Hermann Paul Müller (Auto Union) Europameister gewesen.
1943 erschien im Verlag Knorr & Hirth in München sein Buch Vom Rennmonteur zum Europameister.
Nach dem Zweiten Weltkrieg startete Hermann Lang zunächst mit einem aus eigenen Mitteln angeschafften Veritas Meteor, bevor Mercedes-Benz 1951 den Rennsport wieder aufnahm. Bei zwei Rennen in Buenos Aires (18. und 25. Februar 1951) belegte er auf Mercedes-Benz W 154 den zweiten bzw. dritten Platz, womit sich jedoch die Erwartungen in den Vorkriegs-Kompressorrennwagen nicht erfüllten.
Ein Jahr später begann die große Zeit des Mercedes-Benz 300 SL. Zur Werksmannschaft gehörten Rudolf Caracciola, Karl Kling, Hermann Lang und Fritz Riess. Hermann Lang gewann 1952 das Eifelrennen und zusammen mit Fritz Riess die 24 Stunden von Le Mans; beim „Prix de Bern“ und bei der Carrera Panamericana (Mexiko) wurde er Zweiter hinter Karl Kling.
Auf Maserati wurde Lang beim Grand Prix der Schweiz 1953 Fünfter und war dann beim Einstieg von Mercedes-Benz in die Formel 1 1954 maßgeblich beteiligt. Nachdem er beim Großen Preis von Deutschland 1954 an dritter Stelle liegend von der Strecke gerutscht war, zog er sich vom Rennsport zurück. Er blieb aber weiterhin für Mercedes-Benz tätig.

## Statistik

### Vorkriegs-Grands-Prix-Ergebnisse
| Saison | Team            | Wagen                   | 1   | 2     | 3    | 4   | 5 | 6   | 7 | Punkte | Position        |
| ------ | --------------- | ----------------------- | --- | ----- | ---- | --- | - | --- | - | ------ | --------------- |
| 1935   | Daimler-Benz AG | Mercedes-Benz W 25      |     |       |      |     |   |     |   | 45     | 12.             |
| 1935   | Daimler-Benz AG | Mercedes-Benz W 25      | DNS |       |      | DNF | 6 | DNF |   | 45     | 12.             |
| 1936   | Daimler-Benz AG | Mercedes-Benz W 25 kurz |     |       |      |     |   |     |   | 24     | 10.             |
| 1936   | Daimler-Benz AG | Mercedes-Benz W 25 kurz |     | DNF   | 4    |     |   |     |   | 24     | 10.             |
| 1937   | Daimler-Benz AG | Mercedes-Benz W 125     |     |       |      |     |   |     |   | 19     | 3.              |
| 1937   | Daimler-Benz AG | Mercedes-Benz W 125     | 3   | 7     | DNS  | 2   | 2 |     |   | 19     | 3.              |
| 1938   | Daimler-Benz AG | Mercedes-Benz W 154     |     |       |      |     |   |     |   | 17     | 3.              |
| 1938   | Daimler-Benz AG | Mercedes-Benz W 154     | 3   | DNF 1 | 10 2 | DNF |   |     |   | 17     | 3.              |
| 1939   | Daimler-Benz AG | Mercedes-Benz W 154     |     |       |      |     |   |     |   | 14     | Europameister 3 |
| 1939   | Daimler-Benz AG | Mercedes-Benz W 154     | 1   | Ret   | Ret  | 1   |   |     |   | 14     | Europameister 3 |

| Legende  | Legende                                                                   | Legende                                                                   |           |
| Farbe    | Bedeutung                                                                 | Bedeutung                                                                 | EM-Punkte |
| -------- | ------------------------------------------------------------------------- | ------------------------------------------------------------------------- | --------- |
| Gold     | Sieg                                                                      | Sieg                                                                      | 1         |
| Silber   | 2. Platz                                                                  | 2. Platz                                                                  | 2         |
| Bronze   | 3. Platz                                                                  | 3. Platz                                                                  | 3         |
| Grün     | Klassifiziert, mehr als 75% der Renndistanz zurückgelegt                  | Klassifiziert, mehr als 75% der Renndistanz zurückgelegt                  | 4         |
| Blau     | nicht punkteberechtigt, zwischen 50% und 75% der Renndistanz zurückgelegt | nicht punkteberechtigt, zwischen 50% und 75% der Renndistanz zurückgelegt | 5         |
| Violett  | nicht punkteberechtigt, zwischen 25% und 50% der Renndistanz zurückgelegt | nicht punkteberechtigt, zwischen 25% und 50% der Renndistanz zurückgelegt | 6         |
| Rot      | nicht punkteberechtigt, weniger als 25% der Renndistanz zurückgelegt      | nicht punkteberechtigt, weniger als 25% der Renndistanz zurückgelegt      | 7         |
| Farbe    | Abkürzung                                                                 | Bedeutung                                                                 | EM-Punkte |
| Schwarz  | DSQ                                                                       | disqualifiziert (disqualified)                                            | 8         |
| Weiß     | DNS                                                                       | nicht gestartet (did not start)                                           | 8         |
| Weiß     | DNA                                                                       | nicht erschienen (did not arrive)                                         | 8         |
| sonstige | P/fett                                                                    | Pole-Position                                                             | 8         |
| sonstige | SR/kursiv                                                                 | Schnellste Rennrunde                                                      | 8         |
| sonstige | DNF                                                                       | Rennen nicht beendet (did not finish)                                     | 8         |

### Statistik in der Automobil-Weltmeisterschaft

#### Gesamtübersicht
| Saison | Team                      | Chassis             | Motor           | Rennen | Siege | Zweiter | Dritter | Poles | schn. Rennrunden | Punkte | WM-Pos. |
| ------ | ------------------------- | ------------------- | --------------- | ------ | ----- | ------- | ------- | ----- | ---------------- | ------ | ------- |
| 1953   | Officine Alfieri Maserati | Maserati A6GCM      | Maserati 2.0 L6 | 1      | −     | −       | −       | −     | −                | 2      | 17.     |
| 1954   | Daimler-Benz AG           | Mercedes-Benz W 196 | Mercedes 2.5 L8 | 1      | −     | −       | −       | −     | −                | −      | NC      |
| Gesamt | Gesamt                    | Gesamt              | Gesamt          | 2      | −     | −       | −       | −     | −                | 2      |         |

#### Einzelergebnisse
| Saison | 1 | 2 | 3 | 4 | 5   | 6 | 7 | 8 | 9 |
| ------ | - | - | - | - | --- | - | - | - | - |
| 1953   |   |   |   |   |     |   |   |   |   |
|        |   |   |   |   |     |   | 5 |   |   |
| 1954   |   |   |   |   |     |   |   |   |   |
|        |   |   |   |   | DNF |   |   |   |   |

| Legende  | Legende            | Legende                                                          |
| Farbe    | Abkürzung          | Bedeutung                                                        |
| -------- | ------------------ | ---------------------------------------------------------------- |
| Gold     | –                  | Sieg                                                             |
| Silber   | –                  | 2. Platz                                                         |
| Bronze   | –                  | 3. Platz                                                         |
| Grün     | –                  | Platzierung in den Punkten                                       |
| Blau     | –                  | Klassifiziert außerhalb der Punkteränge                          |
| Violett  | DNF                | Rennen nicht beendet (did not finish)                            |
| Violett  | NC                 | nicht klassifiziert (not classified)                             |
| Rot      | DNQ                | nicht qualifiziert (did not qualify)                             |
| Rot      | DNPQ               | in Vorqualifikation gescheitert (did not pre-qualify)            |
| Schwarz  | DSQ                | disqualifiziert (disqualified)                                   |
| Weiß     | DNS                | nicht am Start (did not start)                                   |
| Weiß     | WD                 | zurückgezogen (withdrawn)                                        |
| Hellblau | PO                 | nur am Training teilgenommen (practiced only)                    |
| Hellblau | TD                 | Freitags-Testfahrer (test driver)                                |
| ohne     | DNP                | nicht am Training teilgenommen (did not practice)                |
| ohne     | INJ                | verletzt oder krank (injured)                                    |
| ohne     | EX                 | ausgeschlossen (excluded)                                        |
| ohne     | DNA                | nicht erschienen (did not arrive)                                |
| ohne     | C                  | Rennen abgesagt (cancelled)                                      |
| ohne     | keine WM-Teilnahme |                                                                  |
| sonstige | P/fett             | Pole-Position                                                    |
| sonstige | 1/2/3/4/5/6/7/8    | Punktplatzierung im Sprint-/Qualifikationsrennen                 |
| sonstige | SR/kursiv          | Schnellste Rennrunde                                             |
| sonstige | *                  | nicht im Ziel, aufgrund der zurückgelegten Distanz aber gewertet |
| sonstige | ()                 | Streichresultate                                                 |
| sonstige | unterstrichen      | Führender in der Gesamtwertung                                   |

### Le-Mans-Ergebnisse
| Jahr | Team             | Fahrzeug             | Teamkollege | Platzierung | Ausfallgrund |
| ---- | ---------------- | -------------------- | ----------- | ----------- | ------------ |
| 1952 | Mercedes-Benz AG | Mercedes-Benz 300 SL | Fritz Riess | Gesamtsieg  |              |

### Einzelergebnisse in der Sportwagen-Weltmeisterschaft
| Saison | Team     | Rennwagen      | 1   | 2   | 3   | 4   | 5   | 6   | 7   |
| ------ | -------- | -------------- | --- | --- | --- | --- | --- | --- | --- |
| 1953   | Maserati | Maserati A6GCS | SEB | MIM | LEM | SPA | NÜR | RTT | CAP |
| 1953   | Maserati | Maserati A6GCS |     | DNF |     |     |     |     |     |